# Поглавље из живота Аугуста Шеное
„Поглавље из живота Аугуста Шеное” је југословенски ТВ филм из 1981. године. Режирао га је Рудолф Сремец а сценарио су написали Недељко Фабрио и Дубравко Јелачић Бужимски.

## Улоге
| Глумац          | Улога        |
| --------------- | ------------ |
| Инге Апелт      |              |
| Борис Бакал     | Млади песник |
| Бранко Бонаци   |              |
| Златко Црнковић |              |
| Вања Драх       |              |
| Младена Гавран  |              |
| Горан Јелинек   |              |
| Иво Јуриша      |              |
| Љубо Капор      |              |
| Винко Краљевић  | Анте Ковачић |
| Драго Крча      |              |
| Свен Ласта      |              |
| Отокар Левај    |              |
| Тонко Лонза     |              |
| Мише Мартиновић |              |

Остале улоге  ▼
| Глумац                 | Улога        |
| ---------------------- | ------------ |
| Драго Мештровић        |              |
| Миа Оремовић           |              |
| Милка Подруг Кокотовић |              |
| Недим Прохић           |              |
| Иво Рогуља             |              |
| Крунослав Шарић        |              |
| Рикард Симонели        |              |
| Бранко Шпољар          |              |
| Дарко Срића            |              |
| Звонко Стрмац          |              |
| Златко Витез           | Аугуст Шеноа |
| Ивица Задро            |              |
| Крешимир Зидарић       |              |